# Norrie Paramor
Norrie Paramor (né Norman William Paramor le 15 mai 1914, mort le 9 septembre 1979) est un producteur de disques britannique, compositeur, arrangeur et chef d'orchestre. Il est surtout connu pour son travail avec Cliff Richard tout au long des années de 1958 à 1972, et avec les Shadows, dont il gère les débuts et produit la plupart des morceaux entre la fin des années 1950 et le milieu des années 1960.

## Producteur
C'est en 1952 que Norrie Paramor commence sa carrière de producteur. L'appellation « producteur n'est alors pas encore en usage (à Londres, les responsables A&R en tiennent lieu), mais c'est bien la fonction qu'il remplit en devenant directeur des enregistrements chez Columbia Graphophone Company, une division du groupe EMI.
Tout en s'occupant de Cliff Richard et des Shadows (ensemble ou séparément), Norrie Paramor produit des disques de notamment Frank Ifield, Helen Shapiro, Ruby Murray (en) et Michael Holliday (en). Il compose aussi des musiques de films, Serious Charge (1959), Expresso Bongo (en) (1959), The Young Ones (en) (1961), L'Enquête mystérieuse (The Frightened City, 1961) et The Fast Lady (1962).
En 1968, il est directeur musical du Concours Eurovision de la chanson, qui se tient à Londres au Royal Albert Hall et est retransmis pour la première fois en couleur. Il y dirige la prestation du Royaume-Uni, Congratulations, chantée par Cliff Richard. Sa dernière collaboration avec les Shadows eut lieu en 1977 avec l'enregistrement de Return to the Alamo.
Norrie Paramor est mort d'un cancer le 9 septembre 1979, deux semaines après que son ancien protégé Cliff Richard soit arrivé en tête des ventes de singles britanniques avec We Don't Talk Anymore, son premier no 1 depuis plus de dix ans.
Il a composé plus de cinquante chansons. En tant que producteur, il a longtemps détenu le record du nombre de singles no 1 au Royaume-Uni ex-æquo avec son collègue George Martin, producteur chez Parlophone (autre label de EMI), jusqu'à ce que ce dernier prenne l'avantage avec Candle In The Wind 97 d'Elton John en 1997, pas moins de dix-huit ans après la mort de Paramor.
Il dirige aussi 2 formations instrumentales :
- le Big Ben Banjo Band, sous la forme d'un orchestre de banjos, accompagnés de cuivres, dans une forme de jazz New-Orléans, sur des charlestons, ragtimes, polkas ou valses notamment,
- le Big Ben Hawaiian Band, mettant en relief la musique des îles du Pacifique, avec notamment guitare hawaïenne et ukulélé.